# Stormvloed van 1280
Bij de stormvloed van 1280 raakte een deel van Reiderland overstroomd en tevens raakten de dijken in deze landstreek beschadigd. Deze vloed werd gevolgd door zware stortregens die schade aanrichtten in Nederland en Duitsland. De overstromingen zouden hebben bijgedragen aan het ontstaan van de Dollard en de Lauwerszee.